# NGC 516
NGC 516 (również PGC 5148 lub UGC 946) – galaktyka spiralna z poprzeczką (SB0-a), znajdująca się w gwiazdozbiorze Ryb. Odkrył ją Heinrich Louis d’Arrest 25 września 1862 roku.